# Dariusz Olszewski (muzyk)
Dariusz Olszewski (ur. 12 września 1975 w Mławie) – polski gitarzysta, wokalista i kompozytor.

## Życiorys
Jako dziesięciolatek wystąpił na scenie z Grzegorzem Skawińskim, z którym wykonał wspólnie piosenkę „Dom wschodzącego słońca”. W wieku 15 lat założył własny zespół rockowy Outsider. W następnych latach współpracował m.in. z Grzegorzem Skawińskim przy nagraniach dla Sony Music Entertainment Poland. W 1997 roku wystąpił jako solista na festiwalu opolskim, na którym wykonał utwór „Są takie chwile”.
W 2000 rozpoczął współpracę z zespołem Czerwone Gitary, z którym występował przez trzy lata. W 2005 stworzył jazzowo – rockową formację Hot Blood, współpracował także z zespołem Bodega. Od 2010 do 2022 występował ponownie z zespołem Czerwone Gitary. Na płycie Czerwonych Gitar Jeszcze raz, która miała swoją premierę w marcu 2015, znajdują się jego dwie kompozycje – „Siła i wiara” oraz „Coś przepadło” (współkomp. z Arkadiuszem Wiśniewskim).

## Dyskografia
- 2005: Czerwone Gitary O.K., wyd. Pomaton EMI (gościnnie vocal)[4]
- 2015: Jeszcze raz – Czerwone Gitary, wyd. Soliton

## Single
- 2014: Coś przepadło – Czerwone Gitary[5]